# Xương vai
Trong giải phẫu học, xương vai là xương nối giữa xương cánh tay với xương đòn.
Xương vai tạo thành một phần phía sau của bả vai. Ở người, xương vai là một xương dẹt, có hình tam giác, nằm ở phía sau bên của lồng ngực.

## Cấu trúc

### Bề mặt

#### Mặt sườn (mặt trước)
Mặt sườn [Hình 1] là một mặt lõm tạo thành hố dưới vai.
|  |  |  | 1. Hố dưới vai 2. Ổ chảo 3. Mỏm quạ 4. Mỏm cùng vai 5. Bờ trên 6. Khuyết vai 7. Góc trên 8. Bờ trong 9. Góc dưới 10. Bờ ngoài 11. Củ dưới ổ chảo |

#### Mặt lưng (mặt sau)
|  |  |  | 1. Hố trên gai 2. Gai vai 3. Hố dưới gai 4. Bờ trên 5. Góc trên 6. Bờ trong 7. Góc dưới 8. Bờ ngoài 9. Góc ngoài 10. Mỏm cùng vai 11. Mỏm quạ 12. Gốc của cơ tròn lớn 13. Gốc của cơ tròn bé |

### Bờ
Xương vai có ba bờ:
- Bờ trên

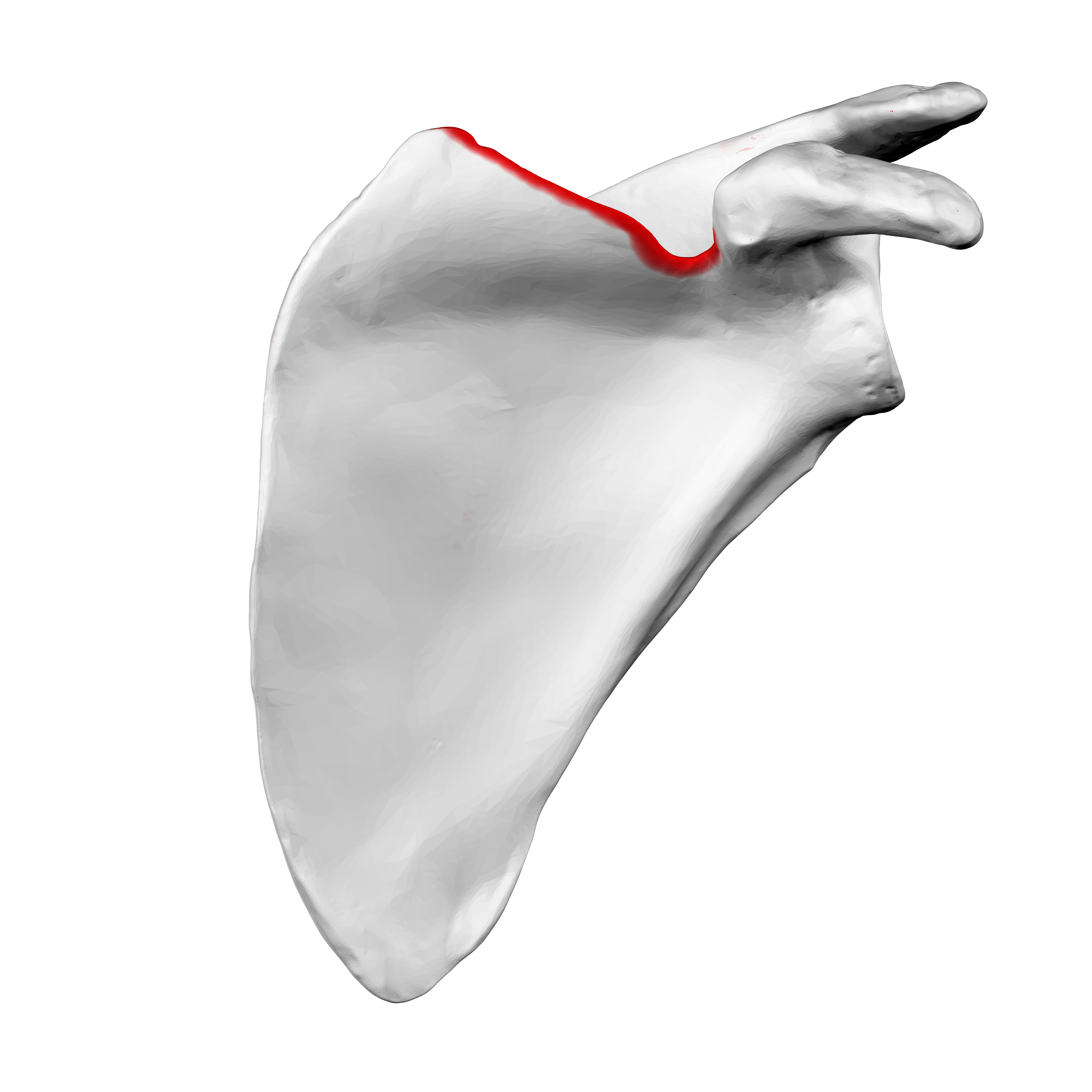
Mặt trước của xương vai trái. Bờ trên hiển thị bởi màu đỏ
Xương vai trái. Bờ trên hiển thị bởi màu đỏ.
Hình ảnh động.  Bờ trên hiển thị bởi màu đỏ.

- Bờ ngoài

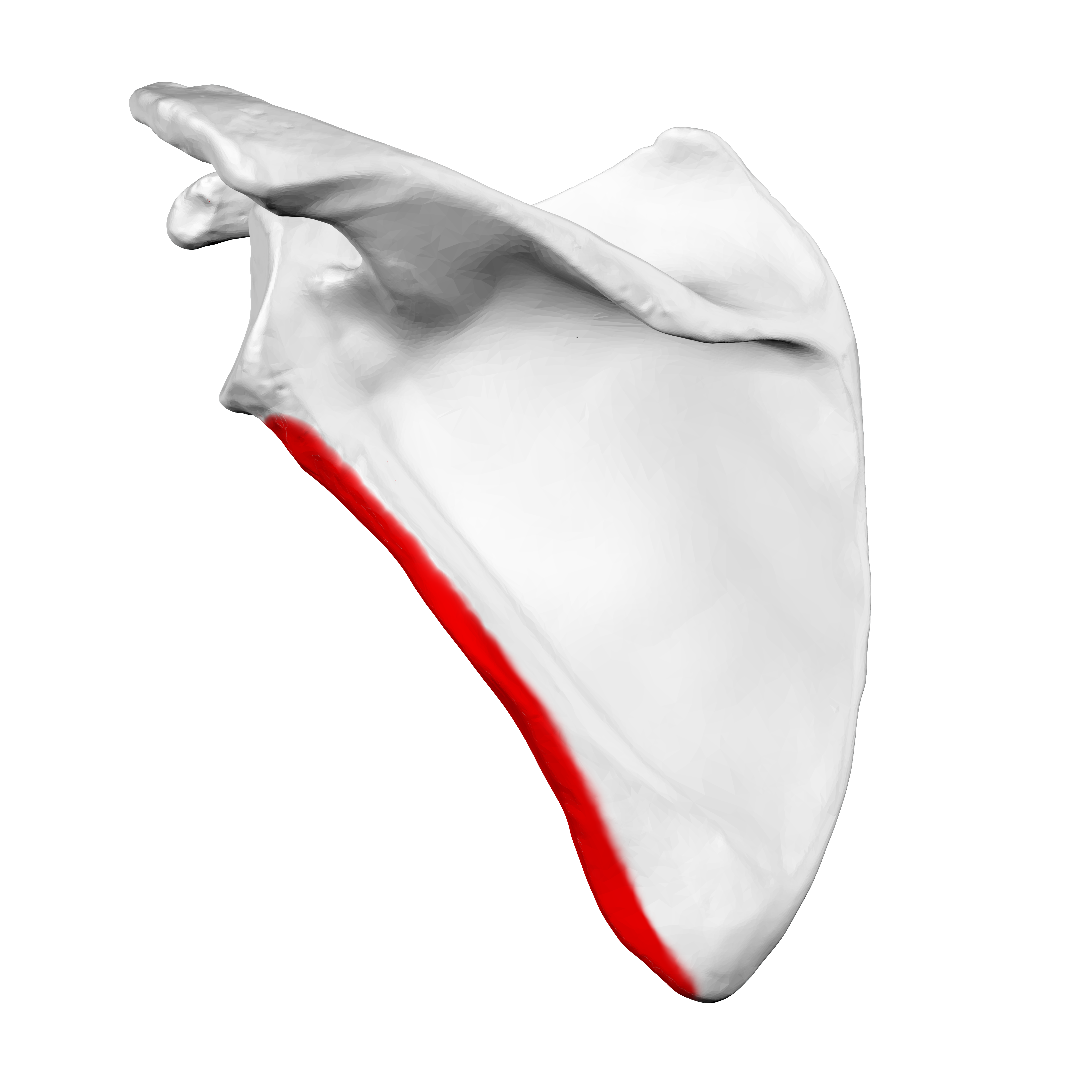
Mặt sau của xương vai trái. Bờ ngoài hiển thị bởi màu đỏ.
Xương vai trái. Bờ ngoài hiển thị bởi màu đỏ.
Hình ảnh động. Bờ ngoài hiển thị bởi màu đỏ.

- Bờ trong

### Góc
Xương vai có ba góc:
1. Góc trên được bao bọc bởi cơ thang
2. Góc dưới được bao bọc bởi cơ lưng rộng.
3. Góc ngoài có ổ chảo xương vai.

### Mỏm cùng vai
|  |  |  | 1. Mỏm quạ 2. Ổ chảo 3. Hố trên gai 4. Mỏm cùng vai 5. Hố dưới gai 6. Góc dưới 7. Bờ ngoài |

## Chức năng
Những cơ sau được gắn với xương vai:
| Cơ                                            | Hướng     | Vùng           |
| Cơ ngực bé                                    | bám tận   | mỏm quạ        |
| Cơ quạ cánh tay                               | nguyên ủy | mỏm quạ        |
| Cơ răng trước                                 | bám tận   | bờ trong       |
| Cơ tam đầu (đầu dài)                          | nguyên ủy | củ dưới ổ chảo |
| Cơ nhị đầu (đầu ngắn)                         | nguyên ủy | mỏm quạ        |
| Cơ nhị đầu (đầu dài)                          | nguyên ủy | củ trên ổ chảo |
| Cơ dưới vai                                   | nguyên ủy | hố dưới vai    |
| Cơ trám lớn                                   | bám tận   | bờ trong       |
| Cơ trám bé                                    | bám tận   | bờ trong       |
| Cơ nâng vai                                   | bám tận   | bờ trong       |
| Cơ thang                                      | bám tận   | gai vai        |
| Cơ delta                                      | nguyên ủy | gai vai        |
| Cơ trên gai                                   | nguyên ủy | hố trên gai    |
| Cơ dưới gai                                   | nguyên ủy | hố dưới gai    |
| Cơ tròn bé                                    | nguyên ủy | bờ ngoài       |
| Cơ tròn lớn                                   | nguyên ủy | bờ ngoài       |
| Cơ lưng rộng (một vài nhánh, có thể không có) | nguyên ủy | góc dưới       |
| Cơ vai móng                                   | nguyên ủy | bờ trên        |

### Động tác
Cử động của xương vai được mang lại bởi các cơ xương vai:
Nâng lên, Hạ xuống, Duỗi ra, Co lại, Xoay ra ngoài, Xoay vào trong, Anterior Tilting và Posterior Tilting.

## Hình ảnh
- Vị trí của xương vai (màu đỏ). Hình ảnh động.
- Hình dạng của xương vai (trái). Hình ảnh động.
- Ngực nhìn từ phía sau.
- Sơ đồ khớp vai ở người.
- Sơ đồ khớp vai ở người.
- Động mạch của mũ và xương vai.
- Xương vai trái. Mặt lưng.
- Xương vai nhìn từ phía trong.
- Xương vai nhìn từ phía trước.
- Xương vai nhìn từ phía sau.